# Редькино (Вологодская область)
Редькино — деревня в Вологодском районе Вологодской области.
Входит в состав Марковского сельского поселения, с точки зрения административно-территориального деления — в Марковский сельсовет.
Расстояние по автодороге до районного центра Вологды — 29 км, до центра муниципального образования Васильевского — 7 км. Ближайшие населённые пункты — Фроловское, Матвеевское, Ивановское, Чернецкое, Порошино, Марково.
По переписи 2002 года население — 5 человек.